# Junge Welt-Pokal 1984
Der Junge Welt-Pokal 1984 war die 36. Auflage des höchsten Fußball-Pokalwettbewerbs der Altersklasse 17/18 auf dem Gebiet der DDR, der vom DFV durchgeführt wurde. Er begann am 28. April 1984 mit der 1. Hauptrunde und endete am 13. Juni 1984 mit dem Sieg des 1. FC Magdeburg (Pokalsieger 1970), der im Finale gegen die SG Dynamo Dresden gewann.

## Teilnehmende Mannschaften
Am Junge Welt-Pokal der Junioren für die Altersklasse (AK) 17/18 nahmen die Pokalsieger der 15 Bezirke auf dem Gebiet der DDR und die 14 Mannschaften der Juniorenoberliga inklusive des Titelverteidigers teil. Spielberechtigt waren Spieler bis zum 18. Lebensjahr (Stichtag: 1. Juni 1965).
Für den Junge Welt-Pokal qualifizierten sich neben den Mannschaften der Juniorenoberliga, folgende fünfzehn Bezirkspokalsieger bzw. dessen Vertreter:
| Juniorenoberliga 1983/84 | Bezirkspokalvertreter | Bezirkspokalvertreter | Bezirkspokalvertreter |
| --- | --- | --- | --- |
| - FC Karl-Marx-Stadt - SG Dynamo Dresden - Hallescher FC Chemie - Berliner FC Dynamo - 1. FC Magdeburg - 1. FC Lokomotive Leipzig - FC Vorwärts Frankfurt/O. - F.C. Hansa Rostock - FC Rot-Weiß Erfurt - FC Carl Zeiss Jena - 1. FC Union Berlin - BSG Wismut Aue - BSG Stahl Riesa (TV) - BSG Chemie Leipzig (TV) – Titelverteidiger | - Bezirk Rostock BSG Schiffahrt/Hafen Rostock - Bezirk Schwerin SG Dynamo Schwerin - Bezirk Neubrandenburg BSG Post Neubrandenburg - Bezirk Potsdam BSG Motor Süd Brandenburg - Ost-Berlin BSG EAW Treptow | - Bezirk Frankfurt (Oder) BSG Stahl Eisenhüttenstadt - Bezirk Magdeburg TuS Fortschritt Magdeburg - Bezirk Halle BSG Motor Quedlinburg - Bezirk Leipzig BSG Lokomotive Delitzsch - Bezirk Cottbus BSG Energie Cottbus | - Bezirk Dresden FSV Lokomotive Dresden - Bezirk Karl-Marx-Stadt BSG Sachsenring Zwickau - Bezirk Erfurt BSG Motor Weimar - Bezirk Gera BSG Wismut Gera - Bezirk Suhl BSG Motor Suhl |

## Modus
Der Pokalwettbewerb wurde von der 1. Hauptrunde bis zum Finale im K.-o.-System durchgeführt und jeweils nach möglichst territorialen Gesichtspunkten ausgelost. In den ersten beiden Runden wurden die Mannschaften der Juniorenoberliga auswärts angesetzt. Ab dem Halbfinale wurde auf neutralen Plätzen gespielt.

## 1. Hauptrunde
| Datum                   |                              | Ergebnis              |                          |
| ----------------------- | ---------------------------- | --------------------- | ------------------------ |
| Sa 28. April, 14:00 Uhr | SG Dynamo Schwerin           | 1:4                   | F.C. Hansa Rostock       |
| Sa 28. April, 12:30 Uhr | BSG Energie Cottbus          | 0:3                   | FC Vorwärts Frankfurt/O. |
| Sa 28. April, 14:00 Uhr | FSV Lokomotive Dresden       | 1:1 n. V. (3:1 i. E.) | BSG Wismut Aue           |
| Sa 28. April, 14:00 Uhr | BSG Schiffahrt/Hafen Rostock | 1:1 n. V. (3:4 i. E.) | 1. FC Union Berlin       |
| Sa 28. April, 14:00 Uhr | BSG Stahl Eisenhüttenstadt   | 1:5 n. V.             | BSG Stahl Riesa          |
| Sa 28. April, 14:00 Uhr | BSG Wismut Gera              | 0:3                   | FC Rot-Weiß Erfurt       |
| Sa 28. April, 14:00 Uhr | BSG Motor Quedlinburg        | 0:7                   | 1. FC Magdeburg          |
| Sa 28. April, 14:00 Uhr | BSG Sachsenring Zwickau      | 1:3                   | FC Carl Zeiss Jena       |
| Sa 28. April, 14:00 Uhr | BSG Lokomotive Delitzsch     | 0:6                   | FC Karl-Marx-Stadt       |
| Sa 28. April, 14:00 Uhr | TuS Fortschritt Magdeburg    | 0:1                   | BSG Chemie Leipzig       |
| Mi 0.2. Mai, .17:00 Uhr | BSG EAW Treptow              | 3:1                   | BSG Post Neubrandenburg  |
| Sa 28. April, 14:00 Uhr | BSG Motor Süd Brandenburg    | 0:4                   | Hallescher FC Chemie     |
| Sa 28. April, 14:00 Uhr | BSG Motor Suhl               | 2:4                   | BSG Motor Weimar         |

Durch ein Freilos zogen die SG Dynamo Dresden, der Berliner FC Dynamo und der 1. FC Lokomotive Leipzig direkt in die 2. Hauptrunde ein.

## 2. Hauptrunde
| Datum                 |                        | Ergebnis  |                          |
| --------------------- | ---------------------- | --------- | ------------------------ |
| So 27. Mai, 14:00 Uhr | BSG Chemie Leipzig     | 0:2       | SG Dynamo Dresden        |
| So 27. Mai, 14:00 Uhr | BSG Motor Weimar       | 4:2       | 1. FC Lokomotive Leipzig |
| So 27. Mai, 14:00 Uhr | BSG Stahl Riesa        | 3:2       | Hallescher FC Chemie     |
| So 27. Mai, 14:00 Uhr | FSV Lokomotive Dresden | 1:2       | FC Karl-Marx-Stadt       |
| So 27. Mai, 14:00 Uhr | BSG EAW Treptow        | 2:3       | 1. FC Magdeburg          |
| So 27. Mai, 14:00 Uhr | F.C. Hansa Rostock     | 4:2 n. V. | Berliner FC Dynamo       |
| So 27. Mai, 14:00 Uhr | FC Carl Zeiss Jena     | 2:0       | FC Rot-Weiß Erfurt       |
| So 27. Mai, 14:00 Uhr | 1. FC Union Berlin     | 3:2       | FC Vorwärts Frankfurt/O. |

## Viertelfinale
| Datum                  |                    | Ergebnis |                    |
| ---------------------- | ------------------ | -------- | ------------------ |
| Sa 02. Juni, 14:00 Uhr | BSG Motor Weimar   | 1:0      | FC Carl Zeiss Jena |
| Sa 02. Juni, 10:30 Uhr | SG Dynamo Dresden  | 2:0      | BSG Stahl Riesa    |
| Sa 02. Juni, 14:00 Uhr | 1. FC Magdeburg    | 3:1      | FC Karl-Marx-Stadt |
| Sa 02. Juni, 12:30 Uhr | F.C. Hansa Rostock | 6:0      | 1. FC Union Berlin |

## Halbfinale
Die Partien fanden in der Planitzer Südkampfbahn und im Philipp-Müller-Stadion von Grabow statt.
| Datum                  |                  | Ergebnis |                    | Spielort |
| ---------------------- | ---------------- | -------- | ------------------ | -------- |
| Sa 09. Juni, 14:00 Uhr | BSG Motor Weimar | 0:3      | SG Dynamo Dresden  | Planitz  |
| Sa 09. Juni, 14:00 Uhr | 1. FC Magdeburg  | 3:0      | F.C. Hansa Rostock | Grabow   |

## Finale
| Paarung           | SG Dynamo Dresden – 1. FC Magdeburg |
| Ergebnis          | 1:2 (1:2) |
| Datum             | Mittwoch, 13. Juni 1984 um 16.30 Uhr |
| Stadion           | Stahl-Stadion, Brandenburg |
| Zuschauer         | 500 |
| Schiedsrichter    | Dieter Seewald (Brandenburg) |
| Tore              | 1:0 Wude (17.) 1:1 Wietzki (35.) 1:2 Heineccius (44.) |
| SG Dynamo Dresden | Steffen Vogler – Sven Förster – Steffen Gerstenberger, Torsten Wude , Sven Kretzschmar – Mario Kreibich, Karsten Neitzel, Tino Gottlöber – Heiko Löpelt, Jens Friedemann, Ralph Vogel Cheftrainer: Eduard Geyer      |
| 1. FC Magdeburg   | Dirk-Uwe Lormis – Andreas Grabinski – Ulf Kagelmann, Heiko Bergmann, Uwe Kirchner – Jens Heineccius, Axel Domine, Ingo Drechsel – Thorsten Witter, Matthias Wietzki, Jens Niemeyer Cheftrainer: i. V. Bernd Kockisch |